# Bolbogonium howdeni
Bolbogonium howdeni är en skalbaggsart som beskrevs av Jan Krikken 1977. Bolbogonium howdeni ingår i släktet Bolbogonium och familjen Bolboceratidae. Inga underarter finns listade.